# 157P/Tritton
La cometa Tritton, formalmente 157P/Tritton, è una cometa periodica appartenente alla famiglia delle comete gioviane. Presenta due tipi di particolarità:
- una MOID relativamente piccola, circa 20 milioni di km col pianeta Giove ed una ancor più piccola col pianeta Marte, circa 5 milioni di km, con quest'ultimo pianeta la cometa avrà incontri ravvicinati il 13 gennaio 2102 ed il 9 dicembre 2115[4];
- aumenti improvvisi, anche notevoli, di luminosità attorno al perielio come quelli avvenuti attorno al 15 febbraio 1978[5] e a fine settembre - inizio ottobre 2003[6] quando raggiunse la magnitudine apparente di 12,4a[7]. Questi aumenti improvvisi di luminosità, come avvenuto per varie comete tra le quali 73P/Schwassmann-Wachmann, C/1999 S4 (LINEAR), C/2010 X1 (Elenin) e la 332P/Ikeya-Murakami, sono stati seguiti dalla formazione di frammenti secondari della cometa: l'ultima frammentazione è avvenuta nell'agosto 2022 [8].